# Homôľka (Nízké Tatry)
Homôľka 1659,6 m n. m. ) je vrchol v hlavním hřebeni Kráľovohoľských Tater. Je nejvyšším vrcholem v této části hřebene, proto nabízí široký rozhled.
Západní a jižní svahy jsou zarostlé kosodřevinou, severní a východní svahy postupně zarůstají řídkými zakrslými smrky. Vrchol je porostlý brusinkami a vřesem, níže položené smrkové lesy jsou značně zdecimované větrnými kalamitami a následnou "kůrovcovou" těžbou. Na severních svazích Homolky jsou dodnes patrné pozůstatky po dávné hornické činnosti.

## Turistika
Přímo na vrchol nevede značený turistický chodník, jižním směrem vede traverzou hlavní Nízkotatranská hřebenová magistrála. Z vrcholu je nerušený výhled, jen severnímu horizontu dominuje nedaleký masiv Velkého Boku (1727 m n. m.), na který vede žlutě značená stezka ze sousední Zadnej hole (1620 m n. m.). 

### Přístup
- po  značené trase (turistická magistrála Cesta hrdinů SNP ) ze sedla Homolka.
- po  značené trase z Polomky přes stejnojmenné sedlo